# Tang

Empresa do grupo Kraft Foods detentora do registro do refresco Tang

Tang é um refresco em pó com sabor de frutas, comercializado em pequenas embalagens feitas de papel-alumínio. A marca é de propriedade da Mondelēz International e no Brasil e produzido e comercializado pela Kraft Foods (em 18 sabores) e em Portugal, pela Kraft Foods Portugal Ibéria.

## Histórico
Desenvolvido pelo químico William Mitchell, foi registrado em 1957 e lançado no mercado norte-americano em 1959 pela General Foods. O refresco só começou a ser rentável para a empresa, quando a NASA utilizou o produto no Projeto Gemini, em meados da década de 1960, e disparou em vendas quando foi usado no Projeto Apollo, sendo levado a Lua, em 1969.
Em 2012, a Kraft Foods criou a Mondelēz International, uma divisão para o negócio de guloseimas, que incluem o refresco, porém, foi em 1988 que a marca passou a ter ligação com a Kraft, já que em 1985, a General Foods foi comprada pela Philip Morris Companies e em 1988 a Philip comprou a Kraft. Em 1989 as divisões se uniram, formando a Kraft General Foods.